# Philastre de Brescia
Philastre ou Filastre (Philastrius, Filastrius, Filaster) est évêque de Brescia à la fin du IVe siècle. Il est l'auteur d'un catalogue d'hérésies -  le Diversarum Hereseon Liber, appelé parfois plus simplement De Hæresibus.

## Éléments de biographie
Nous savons peu de choses de lui. Son successeur, Gaudence, avait l'habitude de prononcer chaque année, le 18 juillet, jour anniversaire de sa mort, un sermon en son honneur. Nous avons conservé celui de la 14e année qui n'est pas autrement précisée.
Ce sermon n'est qu'un petit panégyrique destiné à mettre en valeur les qualités pastorales du prélat. D'emblée, on y loue son renoncement, car il a quitté sa patrie, comme jadis Abraham. Il n'était donc pas de Brescia ; était-il au moins italien ? Peut-être, encore que, sur la base d'indices très ténus, on en ait fait tantôt un Espagnol tantôt un Africain ; son éditeur F. Marx le croyait égyptien… En tout cas, après avoir été ordonné prêtre, il voyagea par tout l'Empire romain (circumambiens Universum pene ambitum Romani Orbis), prêchant contre les païens, les Juifs et les hérétiques. Son zèle lui valut des coups de verges dont il porta la trace toute sa vie. Il séjourna à Milan, où il se frotta à Auxence, le prédécesseur arien d'Ambroise. Il aurait de même tenu des disputes publiques et privées contre les hérétiques à Rome.

Philastre ne s'est stabilisé qu'en devenant évêque de Brescia, probablement à l'instigation d'Ambroise. Cela a dû se passer vers 380, puisque l'année suivante, il souscrit au concile d'Aquilée.
Nous ne savons rien d'autre de ses années d'épiscopat. Saint Ambroise, mort à Milan le 4 avril 397, a assisté à la consécration de Gaudence. Cela nous donne un terminus ante quem pour la mort de son prédécesseur.

## LeDiversarum Hereseon Liber
Il est à peu près impossible de déterminer à quelle époque de sa vie Philastre a composé son ouvrage. Les indications qu'on peut tirer du texte sont contradictoires et, pour certaines, sans doute interpolées. On hésite donc entre une date haute, vers la fin des années 370, peut-être avant son accession à l'épiscopat, et une date basse, vers 385.
C'est un livre curieux. Il contient l'exposé sommaire de 28 hérésies juives, puis de 128 hérésies chrétiennes. Celles-ci sont exposées en 64 chapitres historiques, avec la mention de leur auteur, suivis de 64 chapitres « thématiques » où elles sont groupées d'après les enseignements défendus par les hérétiques.

La première partie chrétienne n'a pas de contenu très original. La question longuement débattue - et qui n'a jamais trouvé de solution satisfaisante - est de savoir si Philastre a eu un accès direct au Panarion d'Épiphane. Celui-ci a été mis en circulation vers 376/377 ; on comprend donc l'intérêt qu'il y aurait à pouvoir dater avec précision le Diversarum Hereseon. Mais si les recoupements avec Épiphane paraissent évidents, tout n'y semble pas réductible pour autant. On note aussi qu'une dizaine d'hérésies rapportées par Épiphane paraissent inconnues de Philastre. D'où l'hypothèse de Lipsius, émise dès 1865, selon laquelle il y aurait pour la période ancienne une source commune à Epiphane et à Philastre, qui rendrait compte à la fois de leurs convergences et de leurs différences et que cette source ne saurait être que le Syntagma perdu d'Hippolyte. Philastre serait donc un témoin précieux, aux côtés d'Épiphane et du pseudo-Tertullien, pour la reconstitution du plus ancien catalogue d'hérésies romain.
La seconde partie est plus étonnante. Pour des raisons mystérieuses, Philastre paraît avoir tenu à la symétrie de sa composition et ce n'est pas sans artifice qu'il parvient au chiffre des 64 hérésies "thématiques". Mises à part les inévitables répétitions, il y dénonce des propositions inattendues et qu'avant lui on n'avait pas toujours songé à classer parmi les hérésies.

Certaines sont scripturaires, comme croire que les Géants de la Genèse ont été engendrés par les anges (une opinion pourtant courante dans l'exégèse ancienne) ou encore que le corbeau qui ravitaillait miraculeusement le prophète Élie lui apportait de la viande avec son pain (hérésies 8 et 154)…
D'autres paraissent maladroitement tirés de manuels de philosophie, comme la proposition 102, souvent citée, où Philastre s'en prend à ceux qui croient que les tremblements de terre sont d'origine naturelle et non des manifestations de la colère divine (une hérésie à saveur aristotélicienne !) ; il y a aussi ceux qui nomment les jours de la semaine d'après les divinités païennes (113) et ceux qui donnent aux astres des noms qui ne sont pas dans la Bible (103)… Plus curieuse encore, l'hérésie 133 est celle des savants qui croient qu'il y a des étoiles fixes, alors que ces étoiles, comme les autres, sont rangées tous les matins et remises en place tous les soirs par les anges responsables de leur course…
Le rapprochement des chapitres 60, 69 et 88 est intéressant pour l'histoire du canon des Écritures. En 88, nous apprenons que, du Nouveau Testament, il ne faut lire à l'église que les Évangiles, les Actes des Apôtres, 13 épîtres de saint Paul et les 7 autres Épîtres jointes aux Actes. L'Apocalypse en est donc exclue, ainsi qu'une lettre paulinienne qui ne peut être que l'Épître aux Hébreux. Pourtant, l'hérésie 60 vise ceux qui ne croient pas que l'Apocalypse soit de saint Jean et l'hérésie 69 ceux qui nient que l'Épître aux hébreux soit de saint Paul. Le contexte laisse à penser que, pour Philastre, la lecture de ces textes dont la canonicité n'est pas douteuse à ses yeux, doit être néanmoins être évitée, car trop difficiles pour le commun des chrétiens qui pourraient en tirer des leçons erronées.

## Saint Augustin et la postérité de Philastre
Saint Augustin connaissait l'auteur pour l'avoir rencontré à Milan au milieu des années 380. Vers 427, il écrit à Quodvultdeus qui lui réclamait avec insistance un ouvrage pratique sur les hérésies pour le renvoyer à Épiphane et à Philastre, mais il ajoute que le premier est bien plus savant que le second et qu'il a de l'hérésie une conception beaucoup plus éclairée. Dans son propre De Hæresibus cependant, Augustin fait suivre le résumé des 60 hérésies chrétiennes d'Epiphane d'une liste de 23 autres, tirées de Philastre, en nous informant que cet auteur en a décrit d'autres que lui, Augustin, ne pense pas en fait être des hérésies.
Philastre n'a pas très bonne réputation auprès des théologiens. L'opinion d'une autorité telle qu'Augustin l'a beaucoup desservi. Les auteurs catholiques s'accordent en général pour lui reprocher son manque de rigueur doctrinale et une bonne dose de naïveté. Cela explique sans doute que les travaux qu'on lui a spécialement consacré sont peu nombreux et rarement très fouillés. Le chanoine Bardy, auteur fort traditionnel mais fin connaisseur des auteurs chrétiens de l'Antiquité, écrivait pourtant en 1933 : « Le problème des rapports entre saint Épiphane et saint Philastre pourrait être examiné de plus près qu'il ne l'a été jusqu'ici ». Bien que nous disposions désormais d'excellentes éditions critiques, cela reste largement vrai en 2006.

## Saint Philastre
Il semble qu'on ait rendu très tôt un culte à Philastre dans son diocèse. On savait au Moyen Âge qu'il avait été enseveli dans l'église de sant'Andrea. Quelques miracles survenus à l'occasion d'une translation au IXe siècle nous sont parvenus dans une relation attribuée à l'évêque Rampertus. Le texte a été publié par les Bollandistes du XVIIIe siècle qui donnent également quelques documents liturgiques. Ses reliques sont honorées aujourd'hui à la cathédrale de Brescia. Le martyrologe romain l'a accueilli à la date du 18 juillet, donnée par l'Oratio de Gaudence.